# 中国人民政治协商会议深圳市委员会
中国人民政治协商会议深圳市委员会（简称政协深圳市委员会、深圳市政协）是中国人民政治协商会议在中华人民共和国广东省深圳市的地方组织。
深圳市政协于1990年12月成立。现任第七届委员会，主席为林洁。

## 现任政协领导
| 姓名   | 职务                   | 出生时间 | 籍贯     | 兼职                                                                 |
| ------ | ---------------------- | -------- | -------- | -------------------------------------------------------------------- |
| 林洁   | 主席                   | 1963     | 广东英德 |                                                                      |
| 王强   | 党组副书记             | 1965     | 浙江东阳 | 中共深圳市委常委、统战部部长                                         |
| 姜建军 | 副主席 党组副书记      | 1964     | 河南商城 |                                                                      |
| 吴以环 | 副主席                 | 1962     | 江苏江阴 | 民盟广东省委会副主委、深圳市委会主委                                 |
| 陈倩雯 | 副主席                 | 1963     | 广东海丰 | 民进广东省委副主委、深圳市委主委                                     |
| 王大平 | 副主席                 | 1963     | 湖南澧县 | 中国致公党广东省委会副主委、深圳市委会主委                           |
| 王宏彬 | 副主席                 | 1965     | 吉林镇赉 |                                                                      |
| 乔恒利 | 副主席                 | 1962     | 江苏泰县 | 民建深圳市委会主委                                                   |
| 邝兵   | 副主席                 | 1968     | 湖南永兴 |                                                                      |
| 黄伟   | 副主席                 | 1970     | 江西兴国 | 中共深圳市福田区委书记、河套深港科技创新合作区深圳园区发展署党组书记 |
| 陈林   | 党组成员（保留正厅级） | 1964     | 重庆     |                                                                      |
| 杨修友 | 秘书长                 | 1967     | 安徽寿县 | 深圳市政协机关党组书记、办公厅主任                                   |

## 组织机构
- 中国人民政治协商会议深圳市委员会[2]
  - 办公厅
    - 秘书处
    - 人事处
    - 研究室（综合处）
    - 行政接待处
    - 宣传信息处

  - 提案委员会
  - 经济委员会
  - 人口资源环境委员会
  - 科教卫体委员会
  - 社会法制和民族宗教委员会
  - 港澳台侨和外事委员会
  - 文化文史和学习委员会
  - 联络工作委员会

## 历任政协主席
- 周溪舞（1990年12月-1995年5月）
- 林祖基（1995年5月-2000年6月）
- 李容根（2000年6月-2002年3月）
- 李德成（2002年3月-2008年4月）
- 王顺生（2008年4月-2010年5月）
- 白天（2010年5月-2013年1月）
- 王穗明（2013年1月-2015年5月）
- 戴北方（2015年5月-2020年9月）
- 林洁（2020年9月-）